# Happy, Texas
Pour plus de détails, voir Fiche technique et Distribution.
Happy, Texas est un film américain réalisé par Mark Illsley (en), sorti en 1999.

## Fiche technique
- Titre : Happy, Texas
- Réalisation : Mark Illsley
- Scénario : Mark Illsley, Phil Reeves et Ed Stone
- Musique : Peter Harris
- Pays d'origine : États-Unis
- Genre : comédie
- Durée : 98 minutes
- Date de sortie : 1999

## Distribution
- Jeremy Northam (VQ : Pierre Auger) : Harry
- Steve Zahn (VQ : Luis de Cespedes) : Wayne
- William H. Macy (VQ : Hubert Gagnon) : Chappy
- Ally Walker (VF : Carole Franck ; VQ : Élise Bertrand) : Joe
- Illeana Douglas (VQ : Hélène Mondoux) : Mme Schaefer
- M. C. Gainey (VQ : Benoît Rousseau) : Bob Maslow
- Ron Perlman (VQ : Denis Mercier) : Nalhober
- Mo Gaffney : Mme Bromley
- Paul Dooley (VQ : Claude Préfontaine) : le Juge
- Scarlett Pomers : Jency
- Tim Bagley (VF : Damien Boisseau) : David
- Michael Hitchcock (VQ : Daniel Lesourd) : Steven
- Ed Stone : Alton
- Rance Howard : Ely

 Source et légende : version française (VF) sur RS Doublage ; version québécoise (VQ) sur Doublage.qc.ca